# Morića Han

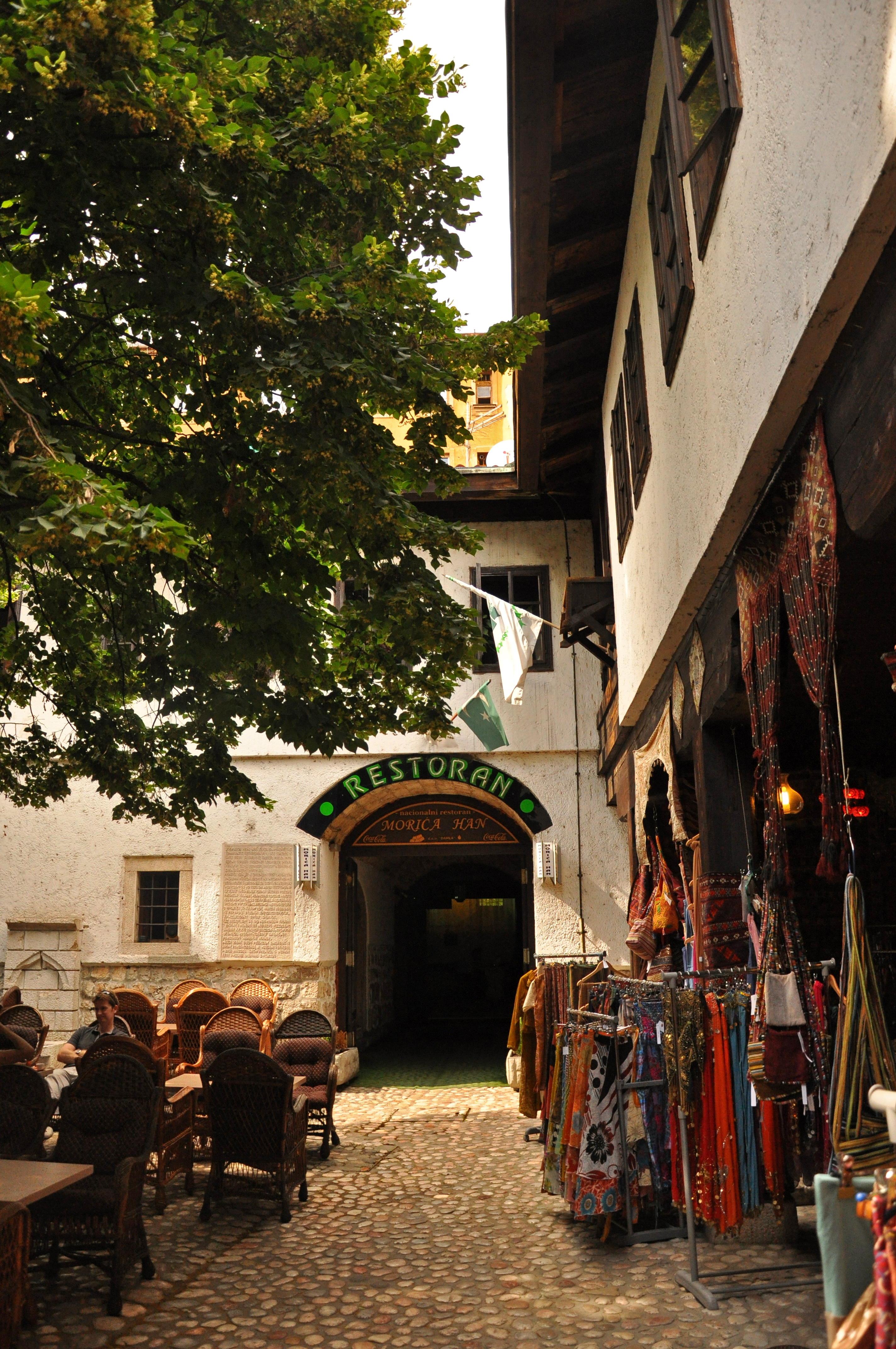
Hofansicht Morića Han

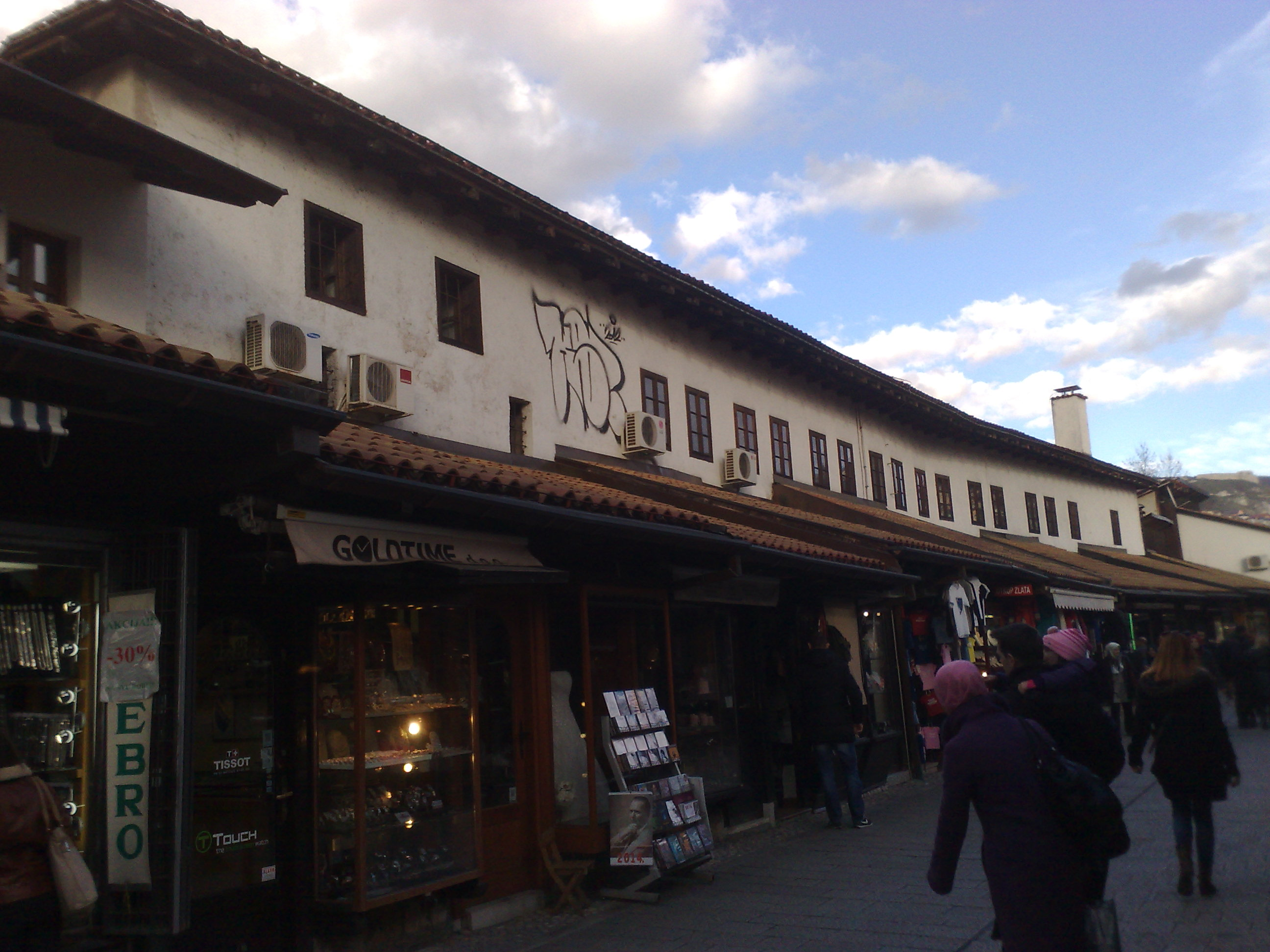
Straßenansicht Morića Han

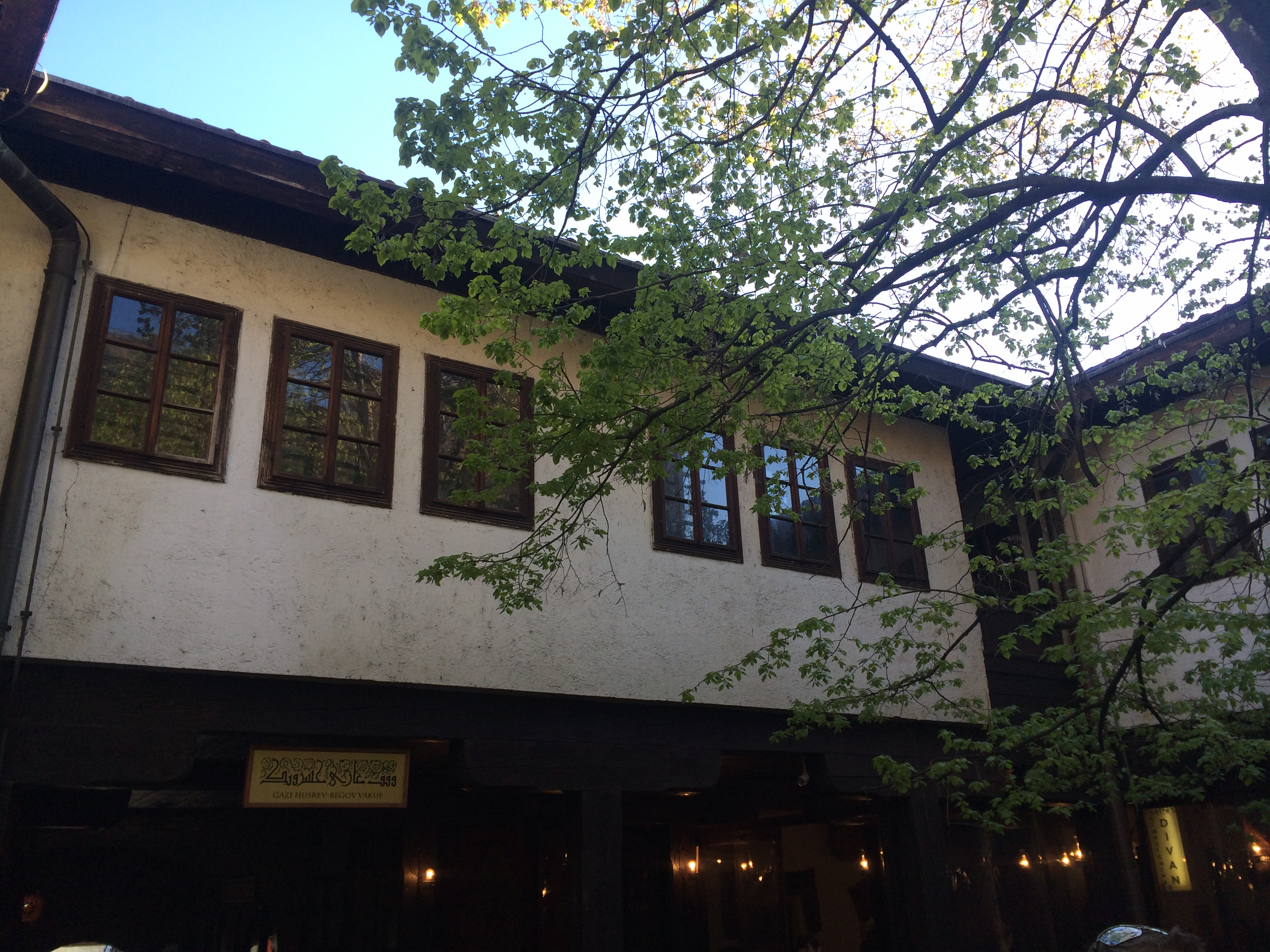
Hofansicht Morića Han

Der Morića Han ist die einzige erhaltene größere Herberge aus der osmanischen Zeit in Sarajevo in Bosnien und Herzegowina. Am 10. Oktober 2019 wurde das Bauwerk mit seinem Umfeld zum nationalen Denkmal erklärt.

## Lage und Umfeld
Die Herberge befindet sich im Basarviertel Baščaršija, dem heutigen Ostteil der Altstadt von Sarajevo, an der Nordseite des Boulevards, der hier Sarači-Straße heißt und als wichtigste Straße des damaligen Sarajevo gilt. Der Morića han wurde zur selben Zeit wie das südlich gelegene Brusa Bezistan errichtet. Die drei Kuppelmoscheen des Viertels stehen alle in unmittelbarer Nähe: die Gazi-Husrev-Beg-Moschee 100 Meter südwestlich, die ebenfalls in der gleichen Zeit entstandene Baščaršijska džamija 100 Meter südöstlich und die Muslihudina-Čekrekčije-Moschee 150 Meter nordöstlich. Da sich zudem weitere wichtige Einrichtungen wie die Medrese, die alte orthodoxe Kirche der Stadt und die Synagoge Novi hram in direkter Nachbarschaft befinden, war die Herberge wichtiges Zentrum für Gäste und Bewohner der Stadt.

## Geschichte
Sarajevo blühte im 16. Jahrhundert auf, in dem große Teile seiner Altstadt erbaut wurden. Neben Sakralbauten, Hamams und Bildungseinrichtungen (Medrese, Hanikah) entstanden mehrere Markthallen und mit ihnen Herbergen vom Typ der Karawanserei. Als älteste Unterkunft gilt der Kolobaran han südlich der Sarači-Straße, der vom eigentlichen Gründer der Stadt Isa Beg Isaković im Jahr 1462 errichtet wurde und für zirka 200 Gäste ausgelegt war. Im Jahr 1543 wurde der Tašlihan fertiggestellt und 1551 folgte mit dem Morića Han die dritte große Herberge in der heutigen Altstadt Sarajevos, die stellvertretend für eine Stadterweiterung mit Markthalle (1551), Moschee (1550) und weiteren Gebäuden steht. Zusammen mit dem Đulov-han galten diese vier als die wichtigsten Karawansereien der Stadt, die 1878 zirka 50 solcher Einrichtungen registrierte, die aber mehrheitlich im Umfeld von Sarajevo zu finden waren. Diese 50 Herbergen boten insgesamt mehr als 2500 Menschen und über 1200 Pferden Unterkunft.
Ähnlich wie der Tašlihan entstand der Morića Han aus dem Vakuf des Sandschak-Beg Bosniens Gazi Husrev Beg, der im Jahr 1541 verstorben war. Beim Angriff von Prinz Eugen von Savoyen auf Sarajevo im Jahr 1697 wurde die Herberge beschädigt. Im Jahr 1831 brannte das Gebäude erneut ab, so dass es bis zum Jahr 1833 wiederhergestellt werden musste. Schon 1852 wurde der Morića Han erneut beschädigt, was eine erneute Sanierung notwendig machte. Der letzte große Brand im Dezember 1957 richtete schwere Schäden an, indem er unter anderem das Dach massiv beschädigte, welches daraufhin – trotz Sicherungsmaßnahmen der Folgezeit – einige Jahre später komplett einstürzte. Im Jahr 1970 stand lediglich die Südwand als Rest des Gebäudes noch komplett, den Hof überdeckte der Bauschutt. Der Morića Han wurde in den Jahren von 1971 bis 1974 originalgetreu wieder aufgebaut und mit Kalligrafien der Lyrik des persischen Dichters Omar Chayyām verziert. Die „Architektonische Fakultät“ der Universität Sarajevo war daran maßgeblich beteiligt, denn der Einsturz hatte auch die Wände und die hölzerne Tragkonstruktion des Bodens durch eindringendes Wasser beschädigt, und so war eine Rekonstruktion des Bauwerkes notwendig. Um das Gebäude zu stabilisieren, wurden nicht sichtbare Eisenträger verbaut. Auch Stahlbeton kam zum Einsatz. Statt Lehm verwendete man Hohlziegel in den Wänden. Ansonsten hat man sich aber um die Wiederverwendung aller vorhandenen Originalteile bemüht. Zudem wurde die Nutzung als Restaurant vorbereitet.
Im Jahr 2018 wurde die erneute Restaurierung des Gebäudes für mehrere Millionen Euro beschlossen, aber vorerst nicht umgesetzt, da sie den historischen Charakter des Gebäudes gefährdete.

## Name
Die Bezeichnung als Han stammt aus der türkischen Sprache und bezeichnete anfangs nur einfache Gasthäuser, setzte sich aber ab der zweiten Hälfte des 18. Jahrhunderts auch für die Karawansereien durch. Zeitweise wurde der Morića Han Han Džedid genannt, was so viel wie „zweite neue Herberge“ bedeutet. Evliya Çelebi notierte, dass die Karawanserei schon im Jahr 1659 als Hadži-Beširov han bezeichnet wird, so dass ersichtlich ist, dass hier der Wechsel in der Bezeichnung schon früher eintrat. Zudem zeigt diese Bezeichnung, dass dieser Hadži damals der Pächter des Vakufbesitzes war. Im 19. Jahrhundert war zunächst Mustafa-aga Morić bis zum Jahr 1815 und dann sein Sohn Ibrahim-aga bis 1827 der Betreiber und seitdem hat sich der Name der Familie als Bezeichnung für die Karawanserei erhalten.

## Baubeschreibung
Eine Karawanserei unterscheidet sich üblicherweise von einem normalen Gasthof durch ihren geschlossenen Innenhof, der die Unterbringung der Tiere in diesem Areal mit ermöglichte. Alle vier Seiten des gepflasterten Innenhofes sind daher mit den Flügeln der Karawanserei umbaut. Beim Morića Han ist dieser Innenhof zum Großteil überdacht: Die tatsächliche Größe des Hofes beträgt 350 m², wovon aber lediglich 135 m² nicht überdacht sind. Nur die Mitte wurde freigelassen. Dort steht ein größerer Baum, der über die Dächer hinausragt. Der Innenhof wurde zudem trapezförmig gestaltet und misst daher zwar 27 mal 20,5 Meter, ist an der schmalen Trapezseite aber lediglich 13,1 Meter breit. Stallungen und Lagerräume befanden sich im Hof, aber auch im Erdgeschoss des Gebäudes. Sie wurden massiv gebaut und haben 70 Zentimeter dicke Wände, um so der Brandgefahr zu begegnen. Die Decke übertrifft dies aufgrund ihrer Schichtung sogar noch mit 1,2 Metern Dicke, bestehend aus Kalkmörtel- und Lehmschichten, wohingegen einige Wände gen Hof nur 20 Zentimeter dick sind.
Das andere Hauptunterscheidungsmerkmal war die Selbstversorgung der Gäste, die für Karawansereien üblich war. Daher hatte der Morića Han keine eigene Küche. Es konnten bis zu 300 Personen samt 70 Tieren unterkommen. Der Wirt hatte sein Zimmer über dem Eingang, so dass er alles überblicken konnte. Als ungewöhnliche Lösung gilt der Verzicht auf eine Decke über dem Gang im Obergeschoss, so dass man direkt zum Dach hinauf schauen kann und mehr Licht in das Gebäude gelangt. Zugleich konnte so leichter entlüftet werden. Dieser 4,0 bis 5,2 Meter breite Mittelgang erschloss einst 40 Zimmer, die zumeist 4 Meter lang und 3,5 Meter breit waren. Das Obergeschoss, in das Holztreppen hinauf führen, enthielt neben den Gästezimmern auch einen großen Raum für Zusammenkünfte. Diesen nutzten auch die Oberen der Stadt sowie die Handwerkerzünfte für ihre Treffen. Das Gebäude besaß eine eigene Wasserversorgung und beheizbare Räume, einen Raum für rituelle Waschungen (bosnisch Abdesthana), ein Dampfbad (bosnisch Banja) und im Ostteil eine Toilette (bosnisch Ćenifa). Ein Zwinger sowie eine Stahltür schützten die Gäste vor Überfällen. Der Haupteingang, der in den Hof führt, ist 2,2 Meter breit. An der Ostseite – in der Straße „Prote Bakovića“ – befindet sich ein weiterer, deutlich kleinerer Eingang. Im Hof befanden sich auch ein Brunnen (bosnisch Bunar) sowie eine Fontäne (bosnisch Ćesma).
Das Gebäude ist 44,70 Meter lang und 38,40 Meter breit. Das Dach war einst mit Holzschindeln gedeckt, später wurden über diese aber steinerne gelegt. Dadurch, dass es nur aus Erd- und Obergeschoss besteht, fallen seine – im Vergleich zu den kleinen Geschäften der Umgebung – großen Dimensionen kaum auf, so dass es sich gut in das Viertel einfügt. Im Norden der Anlage befanden sich Kelleranlagen und eine Scheune sowie eine Kafana, die als die ältestes Kaffeehaus Sarajevos gilt und ebenfalls dazu beitrug, dass die Karawanserei zum Stadtmittelpunkt wurde.

## Bedeutung
Durch die Erhebung zum nationalen Denkmal würdigte die „Kommission zur Erhaltung der Nationaldenkmäler Bosnien-Herzegowinas“ insbesondere die Zugehörigkeit zum Ensemble der Bauten des Gazi-Husref-Beg-Vakufs. Sie wies darauf hin, dass hier mehr als 300 Jahre lang – bis zum Jahr 1930 – die Zusammenkünfte der 80 Zünfte der Stadt abgehalten wurden. In der Erhaltung des Gebäudes sah man die Kontinuität der immer wieder durch Brände beeinträchtigten Baščaršija, die keine der anderen Karawansereien überstand. Zudem wurde hier im Jahr 1878 der Widerstand gegen die Österreich-Ungarische Okkupation im Volkskomitee (bosnisch Narodni Odbor) koordiniert. Der Morića Han gilt als letzte erhaltene Karawanserei Bosniens und der Herzegowina. Häufiger verglichen Autoren den Gang in den Innenhof mit dem Eintauchen in eine vergangene Welt.
Die Bedeutung für die Stadt wird auch daraus ersichtlich, dass die Karawanserei im Sevdalinka Kasno pođoh iz Morića hana (deutsch Ich habe Morića Han spät verlassen) erwähnt wird. Die Hinrichtung der Morić-Brüder, die durch eine Privatfehde mit einer anderen angesehenen Familie Mitte des 18. Jahrhunderts für Ausschreitungen sorgten, ist Thema vieler Lieder, die auch in zahlreiche Fremdsprachen übersetzt wurden. Diese waren Vater und Onkel des Mustafa-aga Morić. Safet Isović nahm mehrere Lieder auf, die sich dem Morića han und der Familie Morića widmen, etwa Jutros rano prođoh kraj Morića hana, Kasno pođoh iz Morića hana oder Braća Morići. Auch im Sevdalinka Vila viče sa vrh Trebevića wird die Karawanserei erwähnt.

## Nutzung
Aufgrund seiner Ausmaße dient der Morića Han heute verschiedenen Einrichtungen. So finden sich im ersten Stock Räume der Nichtregierungsorganisationen „Mladi Muslimani“ (deutsch Junge Muslime, einer Studentenorganisation, die der Muslimbruderschaft nahesteht), „Ilmije“ (ein Verein der „Islamischen Religionsgemeinschaft in Bosnien und Herzegowina“), „Ljubitelji arapskog jezika“ (deutsch Liebhaber der arabischen Sprache) oder auch die „Savez logoraša“ (deutsch Allianz der Häftlinge). Außerdem mieteten sich hier Anwaltskanzleien und Unternehmen aus den Bereichen Rechnungswesen und Finanzwesen ein. Im Erdgeschoss hingegen sind mehrere Cafés, ein Restaurant, ein persischer Teppichladen, ein Copy-Shop sowie ein Reisebüro untergebracht. Häufiger werden dort Ausstellungen organisiert. Seine ursprüngliche Funktion als Herberge hat der Morića Han somit eingebüßt, obwohl sie beim Wiederaufbau zunächst vorgesehen war. Zeitweise nutzte ein Catering-Unternehmen das rekonstruierte Gebäude. Der Plan von 2018 sah eine Hotelnutzung vor. Vorerst fungiert es weiter als kleines Einkaufszentrum.